# دیوانه (فیلم ۱۹۶۷)
دیوانه (به هندی: Diwana) فیلمی محصول سال ۱۹۶۷ و به کارگردانی ماهش کائول است. در این فیلم بازیگرانی همچون راج کاپور، سایرا بانو، لالیتا پاوار ایفای نقش کرده‌اند.